# Andreas Wahl (Jurist)
Andreas Wahl (* 3. März 1964 in Salach) ist ein deutscher Jurist. Er ist seit Januar 2024 Richter am Bundessozialgericht.

## Leben und Wirken
Wahl studierte in Tübingen und Freiburg im Breisgau Rechtswissenschaften. Nach Abschluss seiner juristischen Ausbildung war er ab 1993 wissenschaftlicher Mitarbeiter am Lehrstuhl für Öffentliches Recht, Rechtsvergleichung und Verwaltungswissenschaft der Technischen Universität Dresden bei Hans-Heinrich Trute. 1999 trat Wahl in die sächsische Sozialgerichtsbarkeit ein und war zunächst am Sozialgericht Chemnitz tätig. Nach Abordnungen an das Sächsische Landessozialgericht und das Bundessozialgericht wurde er im Dezember 2005 zum Richter am Landessozialgericht ernannt. Seit Juli 2012 war er Vorsitzender Richter am Landessozialgericht. Seit Januar 2019 ist Wahl Mitglied des Verfassungsgerichtshofs des Freistaates Sachsen. Seit Mai 2022 ist er dessen Vizepräsident. Wahl ist promoviert.
Wahl ist verheiratet, hat zwei Söhne und lebt in Dresden. Er ist Mitautor in Kommentaren zum Kranken- und zum Pflegeversicherungsrecht.
Mit der Ernennung zum Richter am Bundessozialgericht ab dem 1. Januar 2024 wies das Präsidium Wahl dem für die gesetzliche Unfallversicherung zuständigen 2. Senat des Bundessozialgerichts zu.